# Charing Cross (métro de Londres)
Charing Cross (Alphabet phonétique international [ˈtʃerɪɳ krɔs]) est une station située des lignes Bakerloo line et Northern line du métro de Londres, en zone 1. Elle est située à Charing Cross dans la cité de Westminster.
Elle permet des correspondances avec les trains de la National Rail via la gare de Charing Cross.

## Histoire
La station est mise en service le 10 mars 1906.

## À proximité
- Charing Cross
- Trafalgar Square
- National Gallery

## Au cinéma
Cette station a été utilisée pour des tournages de films, comme par exemple : Le Quatrième Protocole (1987), Le Monde de Narnia : Le Prince Caspian (2008) où dans ce film la station apparaît sous le nom de Strand, ou encore La Chute de Londres (2016).